# Zimnee utro
Zimnee utro (Зимнее утро) è un film del 1967 diretto da Nikolaj Ivanovič Lebedev.